# Marija Alexejewna Lwowa

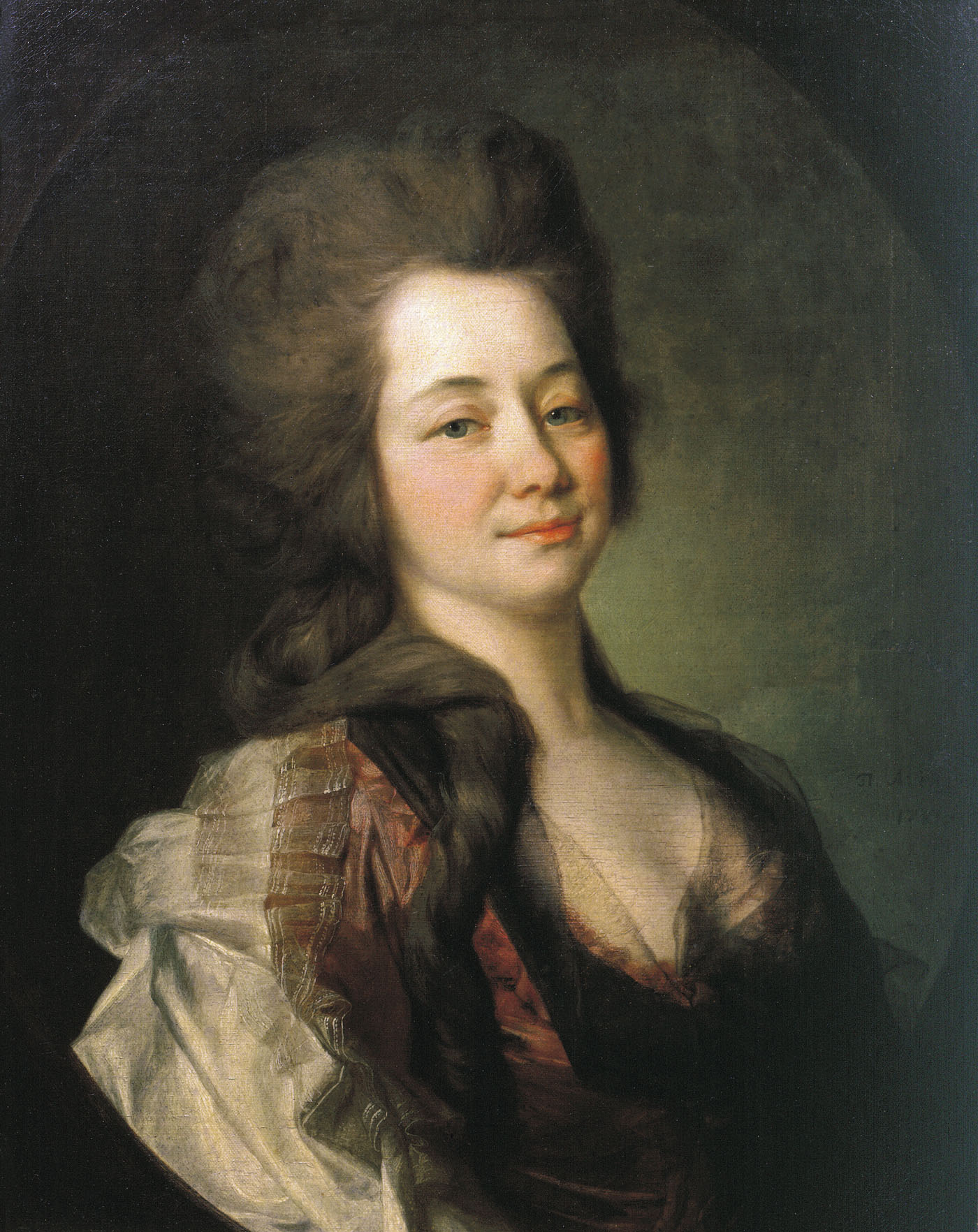
Marija Alexejewna Lwowa (D. G. Lewizki, 1781, Tretjakow-Galerie)

Marija Alexejewna Lwowa, geboren Marija Alexejewna Djakowa, (russisch Мария Алексеевна Львова, Geburtsname russisch Мария Алексеевна Дьякова; * 1755; † 14. Junijul. / 26. Juni 1807greg. in Nikolskoje bei Torschok) war eine der bekanntesten Musen der russischen Aufklärung.

## Leben
Marija Alexejewnas Eltern waren der Oberprokuror des Senats Alexei Afanasjewitsch Djakow und Fürstin Awdotja Petrowna Myschezka. Darja Alexejewna Derschawina, zweite Frau des Dichters Gawriil Romanowitsch Derschawin, und Alexandra Alexejewna Kapnist, Frau des Dichters Wassili Wassiljewitsch Kapnist, waren Marija Alexejewnas Schwestern. Marija Alexejewna erhielt eine gute häusliche Erziehung und sprach fließend Französisch. Zusammen mit ihren Schwestern glänzte sie auf den Abenden im St. Petersburger Haus Lew Alexandrowitsch Naryschkins und tanzte die Quadrille mit Großfürst Pawel Petrowitsch. Zu ihren vielen Verehrern gehörten Graf Louis-Philippe de Ségur, Iwan Iwanowitsch Chemnitzer, der ihr seine Fabel-Sammlung widmete, und auch ihr Vetter Nikolai Alexandrowitsch Lwow. Im November 1780 heiratete sie Lwow heimlich, denn Lwow war Zeuge in dem Prozess gegen ihren Vater wegen Amtsmissbrauchs. Erst 1784, als die Anklage gegen Djakow fallen gelassen wurde, gaben sie ihre Heirat bekannt.

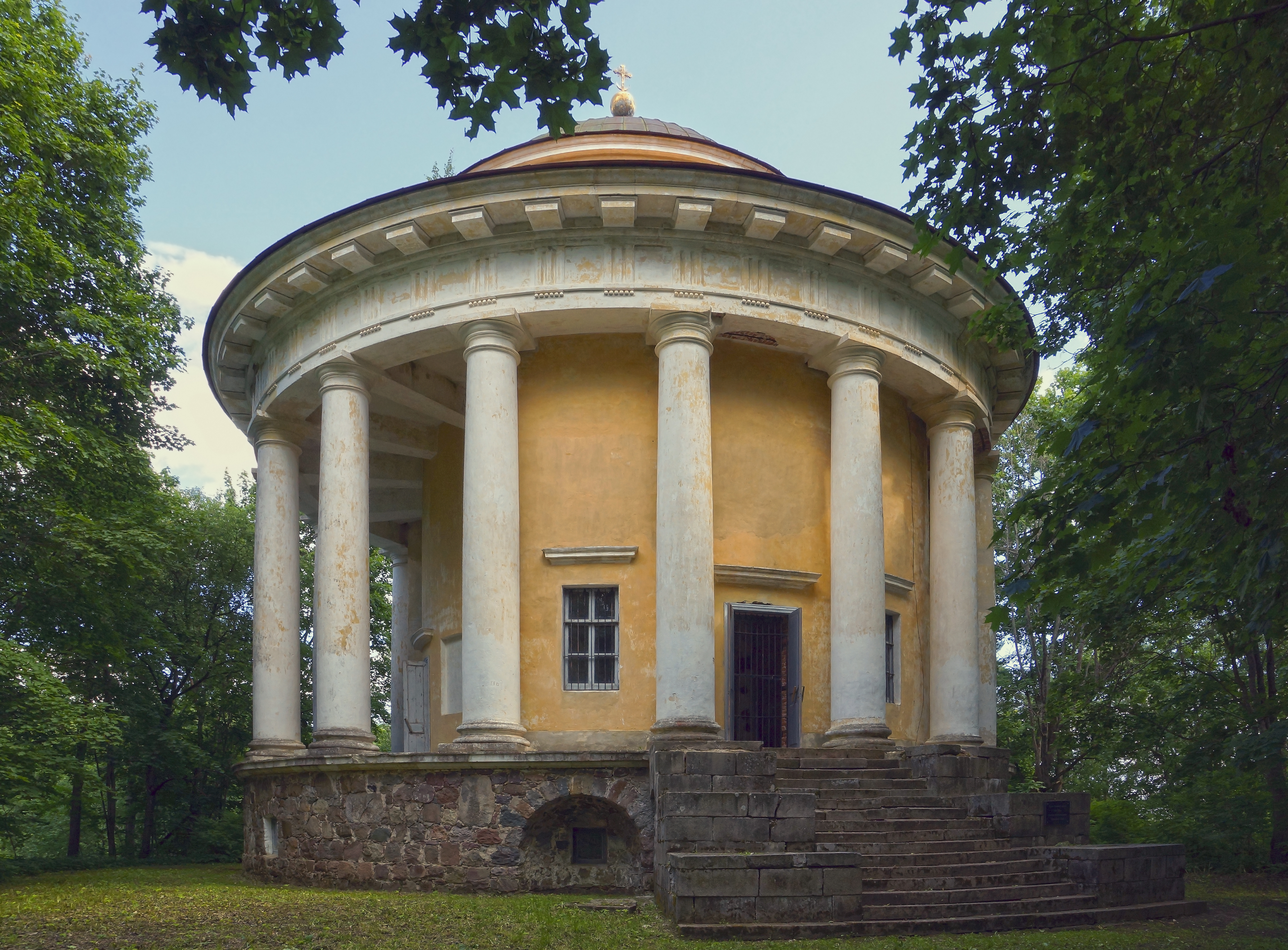
Auferstehungskirche, Nikolskoje

Zunächst lebte das Ehepaar Lwow im Haus des Grafen Alexander Andrejewitsch Besborodko in St. Petersburg, wo ihr ältester Sohn Leonid geboren wurde. Ab der Mitte der 1780er Jahre beschäftigten sie sich mit der Sanierung des Lwowschen Familienguts Nikolskoje bei Torschok, wobei Lwowa persönlich die Bauarbeiten beaufsichtigte und sich als umsichtige Wirtschafterin bewährte. Mit ihrem Mann gehörte sie zu einem literarischen Freundeskreis von Dichtern und Schriftstellern, der sich regelmäßig bei ihnen traf. Dmitri Grigorjewitsch Lewizki und Wladimir Lukitsch Borowikowski malten ihre Porträts, und Gawriil Romanowitsch Derschawin stellte sie in seiner Komödie Kuterma ot Kondratjew mit dem Namen Milowidowa vor.
Nach der Geburt ihrer jüngsten Tochter Praskowja 1793 litt Lwowa unter psychischen Störungen. Nach dem Tod ihres Mannes im Januar 1804 widmete sie sich vollständig der Fertigstellung der Auferstehungskirche und des Grabmals in Nikolskoje. Im Sommer 1806 wurde die Kirche geweiht mit Überführung N. A. Lwows in dieses Mausoleum.
Nach Lwowas Tod wurden ihre Kinder von Gawriil Romanowitsch Derschawin aufgenommen. Leonid (1784–1847) wurde Diplomat, heiratete 1817 und bekam 13 Kinder, von denen 9 früh verstarben. Alexander (1786–1849) war Offizier, Kunstfreund und Großvater der Politiker Nikolai Nikolajewitsch Lwow und Wladimir Nikolajewitsch Lwow. Jelisaweta (1788–1864) heiratete 1810 den Musikwissenschaftler, Schriftsteller und Witwer mit 10 Kindern Fjodor Petrowitsch Lwow, mit dem sie 6 Kinder bekam. Wera (1792–1873) heiratete den Generalmajor und Dichter Alexei Wassiljewitsch Wojeikow und wurde Großmutter des Malers Wassili Dmitrijewitsch Polenow. Praskowja (1793–1839) heiratete den Historiker Konstantin Matwejewitsch Borosdin.